# Jan Rulewski

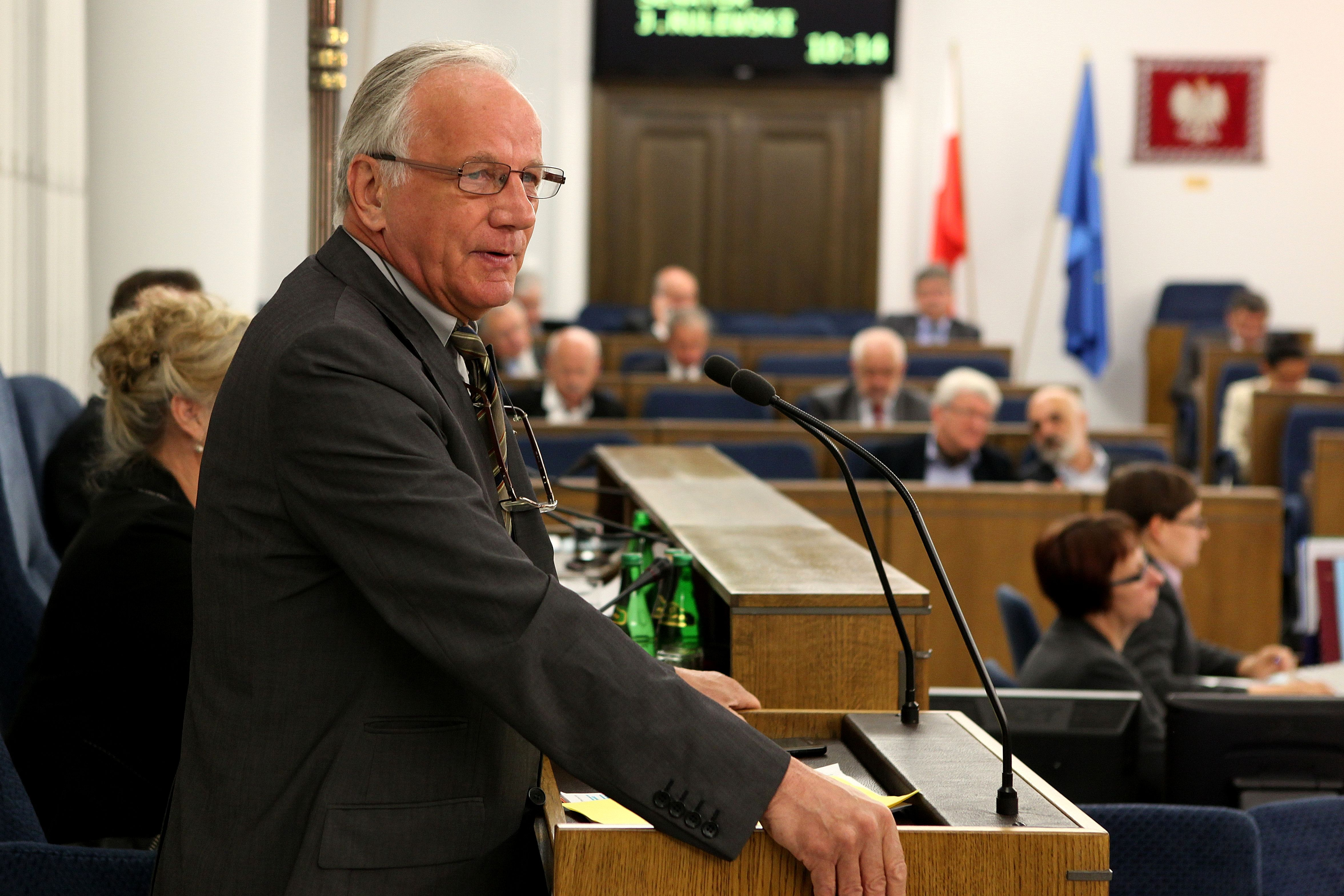
Jan Rulewski podczas 13. posiedzenia Senatu VIII kadencji (2012)

Jan Rulewski (ur. 18 kwietnia 1944 w Bydgoszczy) – polski polityk i związkowiec, poseł na Sejm I, II i III kadencji, senator VII, VIII i IX kadencji.

## Życiorys

### PRL
Studia rozpoczął w Wojskowej Akademii Technicznej w Warszawie. Został z niej wydalony w 1965 z uwagi na odmowę udziału w wyborach do Sejmu PRL i rad narodowych. Został powołany karnie do wojska, podjął próbę ucieczki z kraju, został zatrzymany w Czechosłowacji i deportowany. W marcu 1966 skazano go na karę 5 lat pozbawienia wolności za dezercję, zwolnienie uzyskał w lipcu 1969 w związku z amnestią.
W 1979 ukończył studia na Wydziale Mechanicznym Akademii Techniczno-Rolniczej w Bydgoszczy. W latach 70. pracował w Zakładach Rowerowych w Bydgoszczy.
W latach 1980–1981 oraz powtórnie od 1990 przewodniczył Regionowi Bydgoskiemu Niezależnego Samorządnego Związku Zawodowego „Solidarność”. W czasie wydarzeń bydgoskich (19 marca 1981) został pobity przez funkcjonariuszy Milicji Obywatelskiej podczas sesji Wojewódzkiej Rady Narodowej w Bydgoszczy. Po ogłoszeniu stanu wojennego w dniu 13 grudnia 1981 został zatrzymany w sopockim Grand Hotelu i następnie internowany. W ośrodkach odosobnienia w Strzebielinku i Warszawie-Białołęce przebywał do grudnia 1982. Jako jeden z nielicznych opozycjonistów został następnie tymczasowo aresztowany – zwolnienie na mocy amnestii uzyskał w sierpniu 1984. Do 1985 był zatrudniony w Zakładach Rowerowych Romet (przywrócony do pracy w 1989), później do końca lat 80. pracował jako taksówkarz.
W latach 1980–1989 był rozpracowywany w ramach sprawy operacyjnego rozpracowania pod kryptonimem „Janek”.

### III RP
W latach 1991–2001 pełnił funkcję posła na Sejm I kadencji (z listy związkowej), II kadencji (z listy Unii Demokratycznej) i III kadencji (z listy Unii Wolności). Pod koniec urzędowania był posłem niezrzeszonym. Przystąpił do Ruchu Społecznego AWS i z listy AWSP bez powodzenia ubiegał się o reelekcję. W 1993 jako jeden z nielicznych posłów „Solidarności” sprzeciwiał się decyzji kierownictwa związku dążącego do obalenia rządu Hanny Suchockiej, a następnie przeszedł do Unii Demokratycznej.
Po zakończeniu pracy w parlamencie rozpoczął prowadzenie firmy naprawiającej kserokopiarki. Był wiceprzewodniczącym partii Suwerenność-Praca-Sprawiedliwość. W 2005 bezskutecznie ubiegał się o mandat senatora (z własnego komitetu). W 2006 wystartował w wyborach na prezydenta Bydgoszczy. Kandydował z hasłem „Polubić Bydgoszcz”. Uzyskał szósty wynik (6676 głosów, tj. 6,01% poparcia).
W wyborach parlamentarnych w 2007 z ramienia Platformy Obywatelskiej został wybrany na senatora VII kadencji w okręgu bydgoskim, otrzymując 142 054 głosy. W 2011 z powodzeniem ubiegał się o reelekcję, w nowym okręgu jednomandatowym dostał 61 026 głosów. W 2015 został ponownie wybrany na senatora (dostał 49 019 głosów). W kwietniu 2019 ogłosił rezygnację z członkostwa w klubie senatorskim PO (ze względu na sojusz tej partii w ramach Koalicji Europejskiej z grupą dawnych działaczy PZPR) i zapowiedział rezygnację z aktywności politycznej. Nie wystartował w wyborach parlamentarnych w tym samym roku. W 2024 bez powodzenia kandydował na radnego Bydgoszczy z ramienia koalicji Trzecia Droga.

## Życie prywatne
Był żonaty z Katarzyną Szott-Rulewską; małżonkowie rozwiedli się w 2022. 

## Odznaczenia
Prezydent RP na uchodźstwie Ryszard Kaczorowski w 1990 odznaczył go Krzyżem Kawalerskim Orderu Odrodzenia Polski. W 2006 został odznaczony przez prezydenta RP Lecha Kaczyńskiego Krzyżem Komandorskim tego orderu. W 2015 otrzymał Krzyż Wolności i Solidarności. W 2021 prezydent RP Andrzej Duda nadał mu Krzyż Wielki Orderu Odrodzenia Polski.